# Fjällven
Fjällven (Agrostis mertensii) är ett flerårigt tuvbildande gräs som blir några decimeter högt. 